# شريف عثمان سار
شريف عثمان سار (بالفرنسية: Ousmane Sarr)‏ هو لاعب كرة قدم سنغالي في مركز الوسط، ولد في 2 أغسطس 1986 في فاتيك ‏ في السنغال. لعب مع نادي تروا ونادي راندرس ونادي سانت إتيان ونادي غرونوبل ونادي فيبورج.

## وصلات خارجية
- شريف عثمان سار على موقع قاعدة بيانات كرة القدم.إي يو (الإنجليزية)
- شريف عثمان سار على موقع ليكيب (الفرنسية)
- شريف عثمان سار على موقع Soccerway.com (الإنجليزية)